# Petra Holtmann
Petra Holtmann (* 1965 in Hagen) ist eine deutsche Kunsthistorikerin, Verlegerin und Galeristin.

## Leben und Beruf
Petra Holtmann studierte nach ihrer Ausbildung zur Technischen Assistentin für Gestaltung an der Ruhr-Universität Bochum und der Universität Münster Kunstgeschichte, Klassische Archäologie und Alte Geschichte.
Sie gründete 1995 in Hagen den ardenkuverlag und 1996 die ardenkugalerie. 1996 erschien der „Hagener Architekturführer“, im selben Jahr beauftragte die IBA Emscher Park unter Karl Ganser den ardenkuverlag mit der Dokumentation zur Bundesgartenschau Gelsenkirchen 1997. In den Jahren 2000 – 2004 legte Petra Holtmann gemeinsam mit dem verantwortlichen Redakteur Claus-Uwe Derichs die Zeitschrift „werkundzeit“ des Verbandes Deutscher Werkbund neu auf. 2004 erhielt Petra Holtmann den Alfred-Müller-Felsenburg-Preis.
Als Galeristin und Kuratorin hat Petra Holtmann zahlreiche Ausstellungen zu Künstlerinnen und Künstlern wie Reinhard Hilker, Karel Niestrath, Carl Baumann, Ruth Eckstein, Will Lammert, August Agatz, Max Gebhard, Albert Buske, Ernst Meister, Gustav Deppe, Heinrich Siepmann, Emil Schumacher, Eva Niestrath-Berger, Ida Gerhardi, Lis Goebel, Thomas Grochowiak, Roswitha Lüder organisiert.
2022 kuratierte sie gemeinsam mit Rouven Lotz im Emil Schumacher Museum Hagen die Ausstellung „Ich mache keine Mode, ich ziehe Frauen an“ zum Modeschöpfer Hanns Friedrichs (Modedesigner).  Darüber hinaus betreut und verwaltet sie künstlerische Nachlässe u. a. von Karel Niestrath, Eva Niestrath-Berger, Peter Blindert, Hermann Landefeld und Ernst August Ulrich.
Petra Holtmann lebt und arbeitet in Hagen und Bilbao.

## Schriften
Bücher
- Hanns Friedrichs. Ich mache keine Mode, ich ziehe Frauen an. Hagen 2022, ISBN 978-3-942184-74-8.
- Anpassung Überleben Widerstand. Münster 2012. ISBN 978-3-402-12924-1. Mit Beiträgen über Carl Baumann S. 43–52; Lis Goebel S. 95–100; Reinhard Alexander Hilker S. 109–114; Will Lammert S. 115–129; Karel Niestrath S. 133–139.

Fachartikel
- Hut-Couture. Christine Gründer – Modistin aus Leidenschaft. S. 45–55. In HagenBuch 2023, ISBN 978-3-942184-71-7.
- Wäschegeschäft Lili Stenzhorn – Inbegriff der Eleganz. S. 49–56. In HagenBuch 2020, ISBN 978-3-942184-55-7.
- Pommes rot weiß – der Siegeszug der Imbisse. S. 171–183. In HagenBuch 2019, ISBN 978-3-942184-53-3.
- Reinhard Alexander Hilker – von Hagen zum Bauhaus. S. 281–296. In HagenBuch 2017, ISBN 978-3-942184-45-8.
- Blumen gehören in die Vase und nicht auf Stoffmuster – Künstlerentwürfe für die Gebrüder Elbers AG Teil 2. S. 265–278. In HagenBuch 2016, ISBN 978-3-942184-42-7.
- Künstler zum Rapport – Die Geschichte der Künstlerkattune der Textilfabrik Gebrüder Elbers AG. S. 95–108. In HagenBuch 2015, ISBN 978-3-942184-41-0.
- Kunsthandwerk gestalten statt Muster zu bewahren – die Meisterwerkstatt Hohrath-Vesper. S. 111–117. In HagenBuch 2013, ISBN 978-3-942184-25-0.
- Vom Historismus zur gemäßigten Moderne – die Bauten des Architekten Ernst Kohlhage. S. 117–126. In HagenBuch 2012, ISBN 978-3-942184-21-2.
- Handweberei Hohenhagen – von Hagen nach Bremen. Teil 2: Die Bremer Blütejahre. S. 141–156. In HagenBuch 2011, ISBN 978-3-942184-06-9.
- Keine „Faulen“ mehr, sondern 28 fleißige aus Hagen…. Handweberei Hohenhagen – von Hagen nach Bremen. Teil 1: Die Hagener Jahre. S. 155–161. In HagenBuch 2010, ISBN 978-3-932070-95-2.
- Werkkunst, Kunstsinn und Gestaltungsqualität. Töpfermeisterin Ruth Volmer wird 80. S. 97–106. In HagenBuch 2009, ISBN 978-3-932070-87-7.
- Eine bemerkenswerte Frau – bescheiden, sachlich, engagiert und vor allem liberal. Anmerkungen zum 90. Lebensjahr von Liselotte Funcke. S. 247–250. In HagenBuch 2008, ISBN 978-3-932070-79-2.
- Irmgard Hilker-Bohn – Die Kunst Glas zu gestalten. S. 201–207. In HagenBuch 2007, ISBN 978-3-932070-69-3.